# 阿道夫·希特勒的心理狀態

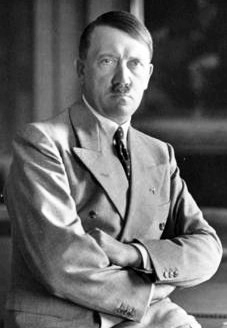
希特勒

關於阿道夫·希特勒的心理狀態有諸多研究，一些心理學和精神分析專家認為他可能有精神疾病，但他一生中從未親自受過診斷。在希特勒在世期間、以及死後，都曾有人認為他有躁鬱症、思覺失調症、或心理病態。知名的診斷者包括1943年的華德·朗格和1973年的埃里希·弗羅姆。另外也有專業人士如弗萊迪克·雷德里希認希特勒大概沒有有這些問題。

## 宣稱的心理問題
| 據稱的問題                                  | 研究來源                                                                                               |
| ------------------------------------------- | --- |
| 歇斯底里、戲劇化人格違常                    | Wilmanns (1933), Murray (1943), Langer (1943), Binion (1976), Tyrer (1993)                             |
| 思覺失調症、偏執狂                          | Vernon (1942), Murray (1943), Treher (1966), Schwaab (1992), Tyrer (1993), Coolidge/Davis/Segal (2007) |
| 藥物濫用造成的心理問題                      | Heston/Heston (1980)                                                                                   |
| 生理疾病造成的心理問題                      | Gibbels (1994), Hesse (2001), Hayden (2003)                                                            |
| 心理病態、反社會人格障礙                    | Bychowski (1948), Henry/Geary/Tyrer (1993), Coolidge/Davis/Segal (2007)                                |
| 自戀型人格疾患                              | Sleigh (1966), Bromberg/Small (1983), Coolidge/Davis/Segal (2007)                                      |
| 施虐人格障礙                                | Coolidge/Davis/Segal (2007)                                                                            |
| 邊緣性人格障礙                              | Bromberg/Small (1983), Victor (1999), Dorpat (2003), Coolidge/Davis/Segal (2007)                       |
| 創傷後壓力症候群                            | Dorpat (2003), Koch-Hillebrecht (2003), Vinnai (2004), Coolidge/Davis/Segal (2007)                     |
| 腦功能側化異常                              | Martindale/Hasenfus/Hines (1976)                                                                       |
| 思覺失調型人格障礙症                        | Rappaport (1975), Waite (1977)                                                                         |
| 危險領導者障礙（Dangerous leader disorder） | Mayer (1993)                                                                                           |
| 躁鬱症                                      | Hershman/Lieb (1994)                                                                                   |
| 亞斯伯格症候群                              | Fitzgerald (2004)                                                                                      |

除了心理疾病，也有其他心理狀態的分析，例如2015年彼德·隆格里希指出性格堅決（assertive），並願意為了權力而冒極高的風險。

## 診斷的倫理問題

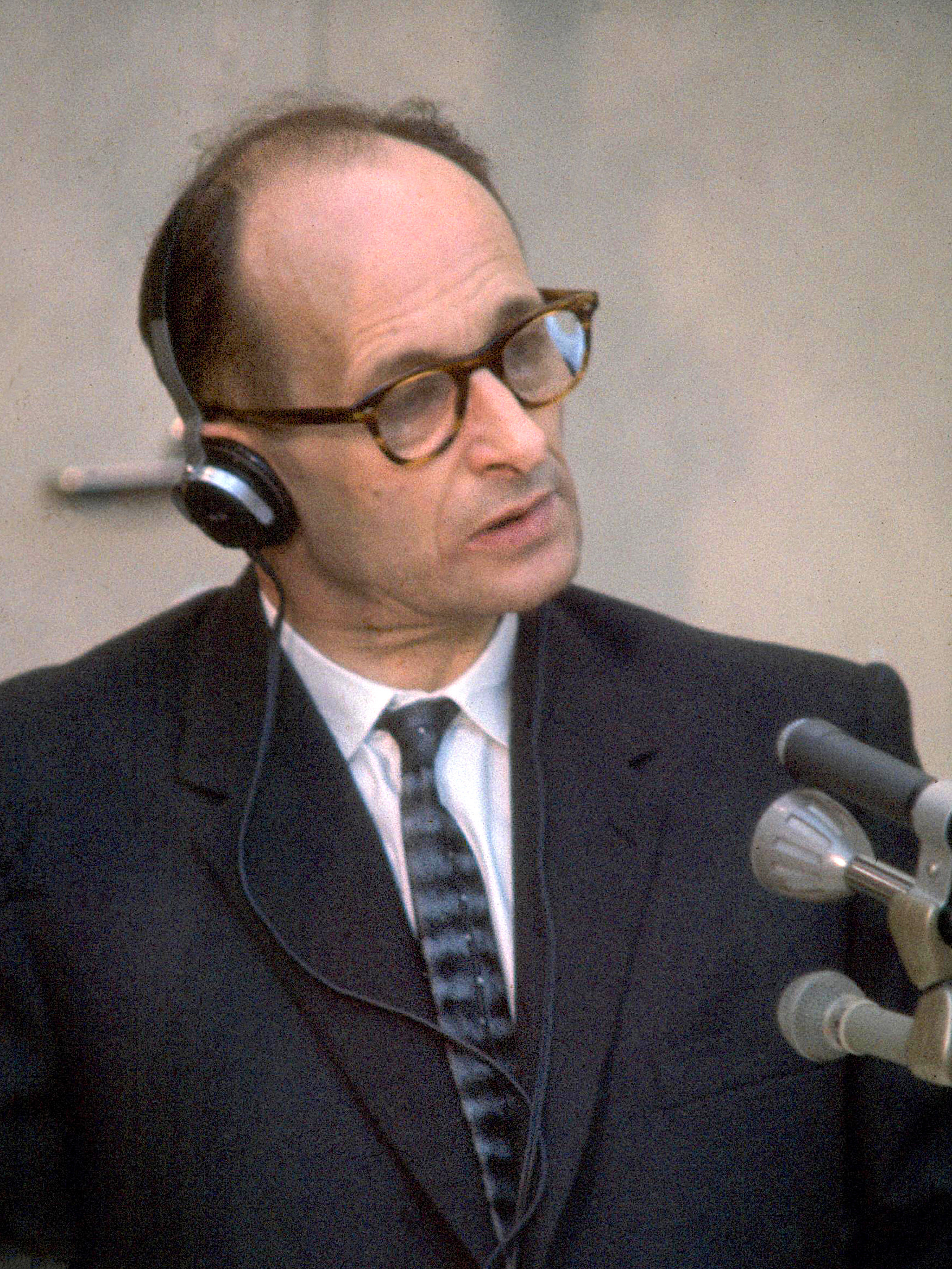
1961年阿道夫·艾希曼受審時，德國哲學家汉娜·阿伦特認為精神正常的人也可能進行大屠殺。

精神醫學對於疾病書寫（pathography）的評價不佳，尤其是未親自診斷患者的分析，在美國，由於1973建立的高華德守則，許多人更認為為這種分析不道德。德國精神科醫師Hans Bürger-Prinz認為任何隔空診斷都是對精神醫學的嚴重濫用。希特勒的眾多不同診斷結果也顯示此方法的不確定性。
對於希特勒的案例，特別重要的問題包括普羅讀者容易接受作者的診斷而不加思考，另一問題是若將希特勒的行為歸因於心理疾病，可能顯得他不用為自己的行為負責。也有人持相反的觀點，認為用心理疾病醜化希特勒可能造成人們把納粹德國的責任全都都歸罪於他，顯得大眾和其他人員都不用負責，例如1963年汉娜·阿伦特所稱「平庸的邪惡」即強調精神正常的人仍可犯下納粹大屠殺。社會心理學家哈洛特·維爾紮也持類似觀點。
有些人根本上反對試圖用任何方式來解釋希特勒，例如猶太神學家和大屠殺倖存者艾米爾·法肯海姆（Emil Fackenheim）認為人類無法解釋希特勒的邪惡，只有神可以解釋。克勞德·朗茲曼（Claude Lanzman）甚至批評試圖解釋希特勒的人，認為這接近纳粹大屠殺否认論

## 對群眾的影響
精神醫師Jan Ehrenwald指出，除了希特勒自己的心理狀態，較少人研究為什麼他能得到上百萬的狂熱支持者。在二戰期間即有人指出希特勒知道自己的心理狀態，並利用它來煽動群眾。也有些人注意到其他有精神問題的人物，如查爾斯·曼森和吉姆·瓊斯，也在自己領導的新興宗教團體中得到極大的影響力。
另一些研究者則認為希特勒的支持者也有心理問題，但目前沒有證據支持此說。1996年丹尼爾·戈德哈根指出希特勒能快速取得政治力量與他的心理問題無關，而是當時德國的社會問題導致。
2000年，有研究者開始分析希特勒的心理狀態是否和群眾的狂熱有關係。